# جورج كوكس (لاعب كرة قدم)
جورج كوكس (بالإنجليزية: George Cox) هو لاعب كرة قدم بريطاني، ولد في 14 يناير 1998. لعب مع برايتون أند هوف ألبيون وفورتونا سيتارد ونادي نورثامبتون تاون.

## وصلات خارجية
- جورج كوكس على موقع قاعدة بيانات كرة القدم.إي يو (الإنجليزية)
- جورج كوكس على موقع Soccerway.com (الإنجليزية)